# Ольшанка (гміна Лопенник-Гурни)
Ольшанка (пол. Olszanka) — село в Польщі, у гміні Лопенник-Гурни Красноставського повіту Люблінського воєводства.
Населення — 454 особи (2011).
У 1975-1998 роках село належало до Холмського воєводства.

## Демографія
Демографічна структура станом на 31 березня 2011 року:
|          | Загалом | Допрацездатний вік | Працездатний вік | Постпрацездатний вік |
| -------- | ------- | ------------------ | ---------------- | -------------------- |
| Чоловіки | 223     | 45                 | 145              | 33                   |
| Жінки    | 231     | 37                 | 119              | 75                   |
| Разом    | 454     | 82                 | 264              | 108                  |